# Kanton Chomérac
Der Kanton Chomérac war bis 2015 ein französischer Wahlkreis im Arrondissement Privas, im Département Ardèche und in der Region Rhône-Alpes; sein Hauptort (frz.: chef-lieu) war Chomérac. Die landesweiten Änderungen in der Zusammensetzung der Kantone brachten im März 2015 seine Auflösung. Vertreter im Generalrat des Départements war von 1994 bis 2015 Alain Martin (DVD).
Der Kanton Chomérac war 107,14 km² groß und hatte 10.445 Einwohner (Stand 2012).

## Gemeinden
| Gemeinde                       | Einwohner Jahr | Fläche km² | Bevölkerungsdichte | Code INSEE | Postleitzahl |
| ------------------------------ | -------------- | ---------- | ------------------ | ---------- | ------------ |
| Baix                           | 1.049 (2013)   | 17,39      | 60 Einw./km²       | 07022      | 07210        |
| Chomérac                       | 2.990 (2013)   | 18,94      | 158 Einw./km²      | 07066      | 07210        |
| Le Pouzin                      | 2.780 (2013)   | 12,52      | 222 Einw./km²      | 07181      | 07250        |
| Rochessauve                    | 427 (2013)     | 17,62      | 24 Einw./km²       | 07194      | 07210        |
| Saint-Bauzile                  | 291 (2013)     | 7,05       | 41 Einw./km²       | 07219      | 07210        |
| Saint-Julien-en-Saint-Alban    | 1.408 (2013)   | 10,39      | 136 Einw./km²      | 07255      | 07000        |
| Saint-Lager-Bressac            | 902 (2013)     | 15,37      | 59 Einw./km²       | 07260      | 07210        |
| Saint-Symphorien-sous-Chomérac | 767 (2013)     | 7,86       | 98 Einw./km²       | 07298      | 07210        |